# Aurora Botnia
Die Aurora Botnia ist eine Ro-Pax-Fähre von Kvarken Link. Betrieben wird die Fähre von der Reederei Wasaline im Bottnischen Meerbusen zwischen Vaasa in Finnland und Holmsund in Schweden.

## Geschichte
Die Fähre wurde am 21. Januar 2019 von Kvarken Link bei der finnischen Werft Rauma Marine Constructions in Rauma bestellt. Der Bau begann mit dem ersten Stahlschnitt am 16. September 2019. Die Kiellegung fand am 13. Februar, das Aufschwimmen im Baudock am 11. September 2020 statt. Die Ablieferung des Schiffes erfolgte am 25. August 2021.
Die am 25. August 2021 in Vaasa getaufte Fähre wurde am 28. August 2021 auf der Strecke zwischen Vaasa in Finnland und Holmsund bei Umeå in Schweden, eine der nördlichsten ganzjährig betriebenen Fährverbindungen, in Dienst gestellt. Sie ersetzte dort die Wasa Express. Die Fährlinie verbindet Finnland und Schweden im Verlauf der Europastraße 12.
Der Schiffsentwurf stammt von dem finnischen Schiffsarchitekturbüro Deltamarin. Die Baukosten sollen sich auf rund 120 Mio. Euro belaufen haben. Das Schiff wurde im September 2021 mit dem „Ropax Ferry of the Year Award“ und im Mai 2022 mit dem „Shippax Award 2022“ in der Rubrik „Ro-Pax Design & Technology“ ausgezeichnet.

## Technische Daten und Ausstattung
Das Schiff verfügt über einen Hybridantrieb aus gas-/dieselelektrischem Antrieb und Elektroantrieb. Das Schiff ist mit zwei permanenterregten Gleichstrommaschinen mit jeweils 5,8 MW Leistung ausgestattet, die jeweils eine ABB-Propellergondel antreiben. Für die Stromerzeugung stehen vier Generatoren zur Verfügung, die jeweils von einem Wärtsilä-Viertakt-Dual-Fuel-Dieselmotor des Typs 8V31DF mit zusammen 16.896 kW Leistung angetrieben werden. Die Motoren können mit Flüssigerdgas, verflüssigtem Biogas oder Marinediesel, aber auch mit Biodiesel betrieben werden. Zunächst wird die Fähre in erster Linie mit Flüssigerdgas betrieben. Mittelfristig ist der Antrieb mit Biogas vorgesehen. Die Verbrennungsmotoren sind mit Katalysatoren zur Reduktion von Stickoxiden ausgestattet.
Als Energiespeicher dienen Lithium-Ionen-Akkumulatoren mit einer Kapazität von 2,2 MWh. Die Energie der Akkumulatoren kann beispielsweise im Hafen für den dann emissionsfreien Antrieb, für die Stromversorgung während der Liegezeit im Hafen, für den Hotelbetrieb an Bord und zur Unterstützung der Energieversorgung der Antriebsmotoren genutzt werden. Die Akkumulatoren werden während der Hafenliegezeiten geladen.
Das Schiff verfügt über zwei Fahrzeugdecks, ein durchlaufendes Fahrzeugdeck auf Deck 3 und ein weiteres Fahrzeugdeck auf Deck 5. Das Fahrzeugdeck auf Deck 3 ist über Bug- und Heckrampen zugänglich. Auf dem Deck stehen 737 Spurmeter zur Verfügung. Vor der Bugrampe befindet sich ein Bugvisier. Das Fahrzeugdeck auf Deck 5 ist über eine interne Rampe auf der Backbordseite zugänglich. Hier stehen 770 Spurmeter zur Verfügung. Die Fahrzeugdecks sind jeweils 4,9 m hoch. Das obere Fahrzeugdeck ist nach hinten offen.
Oberhalb der Fahrzeugdecks befinden sich zwei Decks mit den Einrichtungen für die Passagiere. Auf Deck 7 befinden sich unter anderem ein Laden, Schließfächer, ein Spielbereich für Kinder, eine Bar, ein Bereich mit Ruhesesseln und ein Konferenzbereich. Im hinteren Bereich des Decks befindet sich ein Sonnendeck. Auf Deck 8 befinden sich ein Cafe und zwei Restaurants. Außerdem sind hier die Passagierkabinen untergebracht. Auf den darüberliegenden Decks befinden sich die Bereiche für die Schiffsbesatzung sowie unter anderem technische Betriebsräume. Die Brücke befindet sich im vorderen Bereich der Aufbauten. Die geschlossenen Nocken gehen zur besseren Übersicht beim An- und Ablegen bzw. beim Navigieren in engen Fahrwassern etwas über die Schiffsbreite hinaus. Die Fähre ist mit zwei Schiffsevakuierungssystemen ausgestattet. Der Rumpf des Schiffes ist eisverstärkt (Eisklasse 1A Super).